# Seznam mutualistických symbiotických svazků
Seznam mutualistických symbiotických svazků je nekompletní seznam některých významných či obecně známých mutualistických symbiotických svazků.
- lidé a zemědělské plodiny
- lidé a domestikovaná domácí zvířata
- lidé a některé střevní bakterie
- lidé a medozvěstka křiklavá (která má stejný sym. svazek s medojedem kapským)
- cévnaté rostliny a houby při mykorhize
- krytosemenné rostliny a opylovači
- mravenci Atta a houby, které pěstují
- křískovití a mravenci Iridomyrmex purpureus, kteří od nich získávají medovici
- akácie Acacia cornigera a mravenci Pseudomyrmex ferruginea
- bobovité rostliny a hlízkové bakterie
- oliheň Euprymna a bioluminiscenční bakterie Aliivibrio fischeri
- ďasové a bioluminiscenční bakterie
- murénovití a krevety-čističi
- ryby z čeledi Gobiidae a krevety
- korály a zooxanthely
- sasanky a klaun očkatý (či krabi, krevety)
- červ Alvinella pompejana a termofilní bakterie
- přežvýkavci a jejich střevní bakterie a prvoci
- termiti a jejich střevní symbionti
- klubáci a nosorožec
- Polydnavirus a parazitoidní vosičky
- cykasy a sinice
- dírkonošci a endosymbiotické řasy
- rostliny a endofytické houby
- houbovci a řasy
- mšice a bakterie rodu Buchnera bacteria
- vodní kapradinka Azolla a sinice Anabaena
- ambrózioví kůrovci a houby
- žraloci a štítovcovití
- fíkovník a amazonští kaloni
- lišejníky